# Al-Mahalla Al-Kubra
Al-Mahalla Al-Kubra ou El-Mahalla El-Kubra (em árabe: المحلة الكبرى)  é uma cidade do norte do Egito. Fica na província de Garbia, na região do delta do Nilo, à beira de um canal da ramificação de Damieta do rio Nilo, a 25 km a oeste de Almançora, 26 km a norte de Tanta e 80 km de Cairo.
El-Mahala El-Kubra foi capital de Garbia até 1836, quando então foi transferida para Tanta. Em 1927, uma grande fábrica de processamento de algodão foi construída na cidade.
A economia da cidade é baseada no algodão produzido na região. A indústria têxtil da cidade é uma das maiores do Egito. Misr Spinning and Weaving Company, provavelmente a maior empresa do setor na África e Oriente Médio, é de Al-Mahalla Al-Kubra. Processamento de arroz e trigo produzidos pela agricultura local também são atividades econômicas importantes.
Dois times de futebol da cidade têm destaque: Baladeyet Al-Mahalla, fundado em 1931[carece de fontes?] e Ghazl Al-Mahalla, fundado em 1936.